# Ochrota quinquepunctata
Ochrota quinquepunctata là một loài bướm đêm thuộc phân họ Arctiinae, họ Erebidae.